# جنیفر ویلمز
جنیفر ویلمز (هلندی: Jennifer Willems; ۱۳ اوت ۱۹۴۷ – ۱۳ نوامبر ۲۰۱۵) هنرپیشه اهل هلند بود.